# Genillé
Genillé – miejscowość i gmina we Francji, w Regionie Centralnym, w departamencie Indre i Loara.
Według danych na rok 1990 gminę zamieszkiwało 1428 osób, a gęstość zaludnienia wynosiła 23 osoby/km² (wśród 1842 gmin Regionu Centralnego Genillé plasuje się na 279. miejscu pod względem liczby ludności, natomiast pod względem powierzchni na miejscu 42.).